# Francesco Consigli
Francesco Consigli (Seravezza, 16 settembre 1979) è un ex hockeista su pista italiano.
Giocava nel ruolo di portiere ed ha concluso la sua attività con la fine della stagione agonistica 2014-15.

## Biografia
Figlio d'arte di Roberto Consigli, uno dei pionieri dell'hockey a Forte dei Marmi, cresce hockeysticamente nella squadra della sua città, che lo fa debuttare in Serie A2 alla giovane età di 17 anni. In rosso-blu vince, da vice di Federico Stagi, due campionati di Serie A2. Per giocare con più continuità si accasa successivamente all'ASH Viareggio con cui gioca un campionato di Serie A2. Dopo una sola stagione torna a Forte dei Marmi, dove la squadra disputa un campionato di vertice, qualificandosi alla semi-finale dello scudetto e agli ottavi di finale di Coppa CERS. Successivamente decide di continuare la sua carriera lontano da Forte. Nel 2002 si trasferisce all'Hockey Sarzana appena promossa in Serie A2. Proprio dalla città ligure comincia un lungo girovagare fra Italia ed Estero. Dopo Sarzana ancora A2, questa volta con la compagine modenese dell'HC La Mela di Montale, poi un anno in Svizzera con il RHC Pully ed una stagione in Francia nel CP Roubaix. Le stagioni estere sono piene di soddisfazioni, ma la chiamata dell'Hockey Castiglione lo riporta in Italia ed in Serie A1. Saranno tre stagioni su buoni livelli, la prima in Serie A1 dove la squadra riesce ad ottenere la salvezza, vanificata però dai problemi di ristrutturazione dell'impianto del Casa Mora che costringono la società a ripartire dalla serie B. Francesco accetta di rimanere con la prospettiva di un'immediata risalita della squadra, e in effetti l'Hockey Castiglione vince Coppa di Lega e Campionato di Serie B. Anche quella successiva sarà un'ottima stagione, dove il Castiglione sarà sconfitto nei play-off promozione dall'Hockey Trissino.
Chiusa l'avventura maremmana, Consigli torna in Emilia questa volta per i reggiani dello Scandiano. Sarà però una stagione sfortunata sul piano personale, causa infortuni. La sua squadra comunque vince il Campionato di Serie B.
Nella stagione 2012-13 si accasa al Pordenone Hockey,nella seguente rimane invece inattivo. Nel settembre del 2014 decide di rimettersi i pattini accettando la proposta della sua squadra del cuore,l'Alimac Forte dei Marmi. Con quest'ultimi vince,da gregario,lo scudetto 2015.

## Palmarès

### Club

#### Competizioni nazionali
- Campionato italiano: 1

Hockey Forte dei Marmi: 2014-2015.
- Campionato Nazionale di Serie A2: 2

HC Forte dei Marmi: 1997-1998/1999-2000
- Coppa di Lega: 1

Hockey Castiglione 2009-2010
- Campionato Nazionale di Serie B: 2

Hockey Castiglione 2009-2010
HR Scandiano 2011-2012

## Carriera Club
| 1996-1997 | Hockey Forte dei Marmi              | A2 |
| 1997-1998 | Hockey Forte dei Marmi              | A2 |
| 1998-1999 | Hockey Forte dei Marmi              | A1 |
| 1999-2000 | Hockey Forte dei Marmi              | A2 |
| 2000-2001 | TSS ASH Viareggio                   | A2 |
| 2001-2002 | Beck's Hockey Forte dei Marmi       | A1 |
| 2002-2003 | Hockey Sarzana                      | A2 |
| 2003-2004 | United Symbol HC La Mela            | A2 |
| 2004-2005 | United Symbol HC La Mela            | A2 |
| 2005-2006 | United Symbol HC La Mela            | B  |
| 2006-2007 | RHC Pully                           | A2 |
| 2007-2009 | Euro Pvc CP Roubaix                 | N2 |
| 2008-2009 | Ciabatti Legnami Hockey Castiglione | A1 |
| 2009-2010 | Ciabatti Legnami Hockey Castiglione | B  |
| 2010-2011 | Ciabatti Legnami Hockey Castiglione | A2 |
| 2011-2012 | Roller Monti Scandiano              | B  |
| 2012-2013 | Caf Cgn Pordenone Hockey            | A2 |
| 2013-2014 | Inattivo                            |    |
| 2014-2015 | Hockey Forte dei Marmi              | A1 |